# 南通轨道交通1号线
南通轨道交通1号线，又称南通地铁1号线，是中华人民共和国江苏省南通市的一条城市轨道交通线路，亦是南通轨道交通的第一条运营线路。线路始于通州区平潮站，经南通西站，沿长泰路、永和路、城港路后折向东至外环西路、人民路、工农路、崇川路，之后线路折向东，沿崇川路经南通大学至通盛大道，终于振兴路站。线路全长39.182km，均为地下线，全长39公里，共设车站28座；设控制中心1座，设车辆段和停车场各1处。

## 历史
2017年9月以来，南通地铁1号线进入管线迁改工程阶段，部分路段实行交通管制。
2017年12月18日，南通地铁1号线一期工程正式开工。建设里程全长39km，设28站（6座换乘站），均为地下线和地下站。
2018年11月26日，南通地铁1号线一期工程首台盾构机“紫琅1号”在集成村站顺利始发。
2021年1月18日，南通地铁1号线首列车正式亮相。
2021年3月19日，南通轨道交通1号线一期工程28个车站主体结构完成施工。
2021年4月30日，南通轨道交通1号线一期工程全线洞通。
2021年6月23日，南通地铁1号线一期工程在平东车辆段顺利完成接触网冷滑试验。
2021年7月13日，南通地铁1号线一期工程和平桥站~友谊桥站区间联络通道混凝土浇筑完成，至此轨道交通1号线一期工程联络通道全部完成施工任务。
2021年7月28日，南通地铁1号线一期工程顺利实现全线“轨通”。
2021年9月30日，南通地铁1号线一期工程顺利完成全线28个车站变电所及对应环网区间、平东车辆段、小海停车场35kV受电投运工作，标志着轨道交通1号线一期工程全线“电通”。
2022年4月29日，南通轨道交通1号线一期工程顺利通过项目工程验收。
2022年5月8日，南通地铁1号线开始不载客试运行。
2022年6月24日，南通轨道交通1号线工程通过验收。8月30日，1号线一期工程通过竣工验收，9月1日通过消防验收，9月15日通过初期运营前公共安全评估，11月3日完成“三权”交接。
2022年9月23-24日，南通轨道交通1号线开启试乘活动。11月5-6日，1号线再次开启试乘活动。
2022年11月10日8时，南通轨道交通1号线正式开通运营。

## 运营
南通轨道交通运行时间为6:00—22:00，全天分为高峰、平峰、低峰三个状态，工作日高峰行车间隔6分50秒，周末高峰行车间隔6分30秒，夜间低峰最大间隔为14分50秒，各站停站时间45秒左右。
南通轨道交通有以下便民服务：无障碍服务、1对1爱心服务、母婴室服务、医疗救助、便民服务。

## 车站

### 车站列表
南通轨道交通1号线一期工程设站28座，总长约39.182千米。其中文峰站和和平桥站可与南通轨道交通2号线换乘。
| 中文站名   | 英文站名                  | 换乘线路 | 站台形式     | 启用日期       |
| ---------- | ------------------------- | -------- | ------------ | -------------- |
| 平潮       | Pingchao                  | —        | 地下二层岛式 | 2022年11月10日 |
| 南通西站   | Nantongxi Railway Station | —        | 地下二层岛式 | 2022年11月10日 |
| 集成村     | Jichengcun                | —        | 地下二层岛式 | 2022年11月10日 |
| 河口       | Hekou                     | —        | 地下二层岛式 | 2022年11月10日 |
| 唐闸公园   | Tangzha Park              | —        | 地下二层岛式 | 2022年11月10日 |
| 普贤路     | Puxian Lu                 | —        | 地下二层岛式 | 2022年11月10日 |
| 十里坊     | Shilifang                 | —        | 地下二层岛式 | 2022年11月10日 |
| 城港路     | Chenggang Lu              | —        | 地下二层岛式 | 2022年11月10日 |
| 曙光       | Shuguang                  | —        | 地下二层岛式 | 2022年11月10日 |
| 茶庵殿     | Cha'an Dian               | —        | 地下二层岛式 | 2022年11月10日 |
| 孩儿巷     | Hai'er Xiang              | —        | 地下二层岛式 | 2022年11月10日 |
| 和平桥     | Hepingqiao                | 2号线    | 地下二层岛式 | 2022年11月10日 |
| 友谊桥     | Youyiqiao                 | —        | 地下三层岛式 | 2022年11月10日 |
| 学田       | Xuetian                   | —        | 地下二层岛式 | 2022年11月10日 |
| 文峰       | Wenfeng                   | 2号线    | 地下二层岛式 | 2022年11月10日 |
| 慈善博物馆 | Charity Museum            | —        | 地下二层岛式 | 2022年11月10日 |
| 政务中心   | Government Affairs Center | —        | 地下二层岛式 | 2022年11月10日 |
| 世纪大道   | Shiji Dadao               | —        | 地下二层岛式 | 2022年11月10日 |
| 图书馆     | Nantong Library           | —        | 地下二层岛式 | 2022年11月10日 |
| 南通大学   | Nantong University        | —        | 地下二层岛式 | 2022年11月10日 |
| 盘香路     | Panxiang Lu               | —        | 地下二层岛式 | 2022年11月10日 |
| 崇州大道   | Chongzhou Dadao           | —        | 地下二层岛式 | 2022年11月10日 |
| 静海大道   | Jinghai Dadao             | —        | 地下三层岛式 | 2022年11月10日 |
| 大剧院     | Grand Theatre             | —        | 地下二层岛式 | 2022年11月10日 |
| 紫琅湖     | Zilang Lake               | —        | 地下二层岛式 | 2022年11月10日 |
| 能达商务区 | NETDA Business District   | —        | 地下二层岛式 | 2022年11月10日 |
| 航运学院   | Shipping College          | —        | 地下二层岛式 | 2022年11月10日 |
| 振兴路     | Zhenxing Lu               | —        | 地下二层岛式 | 2022年11月10日 |

### 特色车站
南通轨道交通1号线车站站厅吊顶呈现蓝白相间的水纹，体现出“千帆争渡，百舸争流”的气势和“包容会通、敢为人先”的精神。线路共设有2个重点站、7个特色站和1个廉政文化站，包括：
- 2个重点站：和平桥站，彰显濠河历史文化；文峰站，展现城市现代商业文化。
- 7个特色站，南通西站、友谊桥站、世纪大道站、南通大学站、静海大道站、大剧院站、航运学院站，分别体现交通建设元素、传统建筑文化、古典文化、科教文化。
- 廉洁文化车站：政务中心站，以“江风海韵”为主题，并选取莲花作为设计元素。

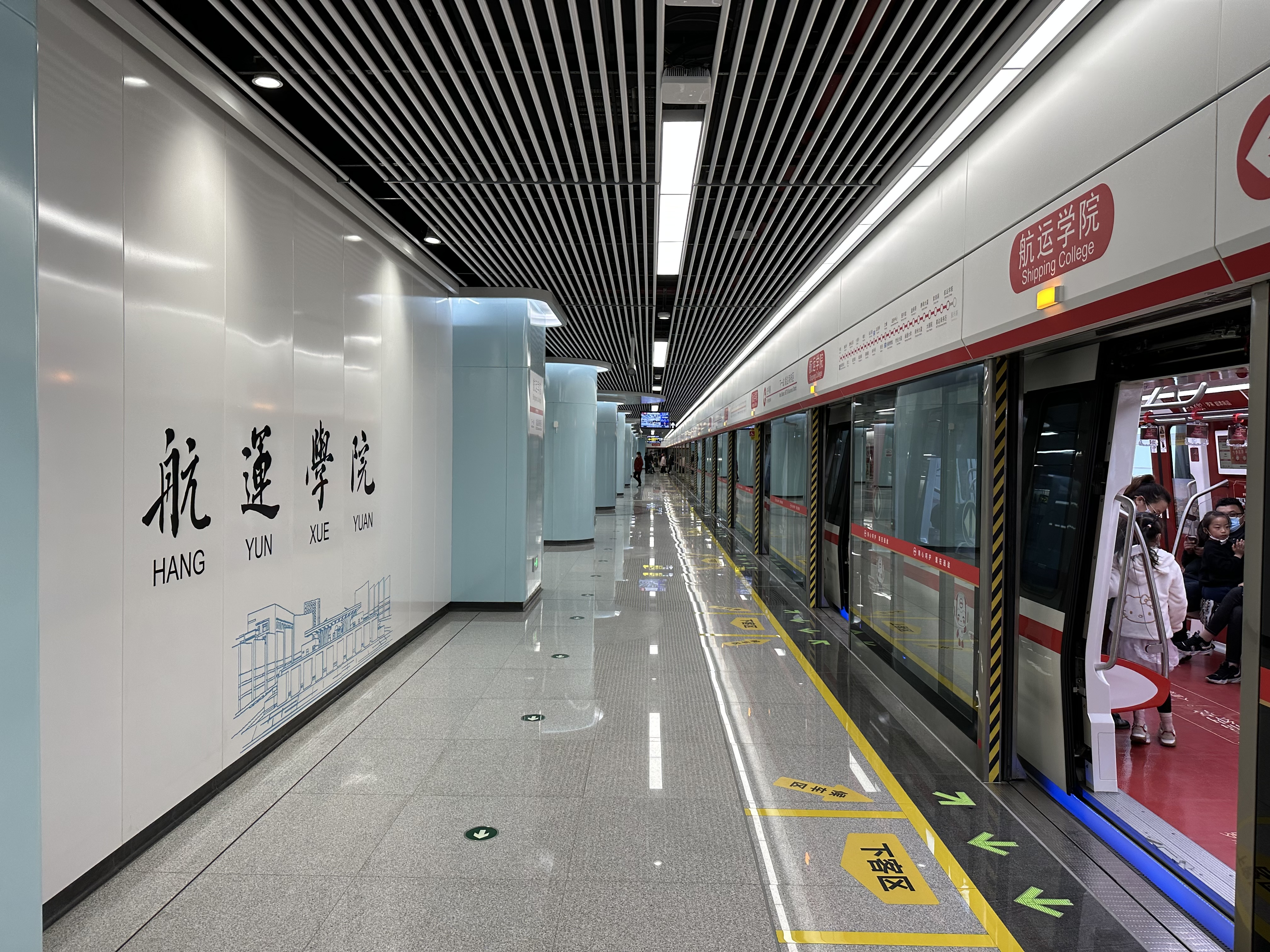
航运学院站站台
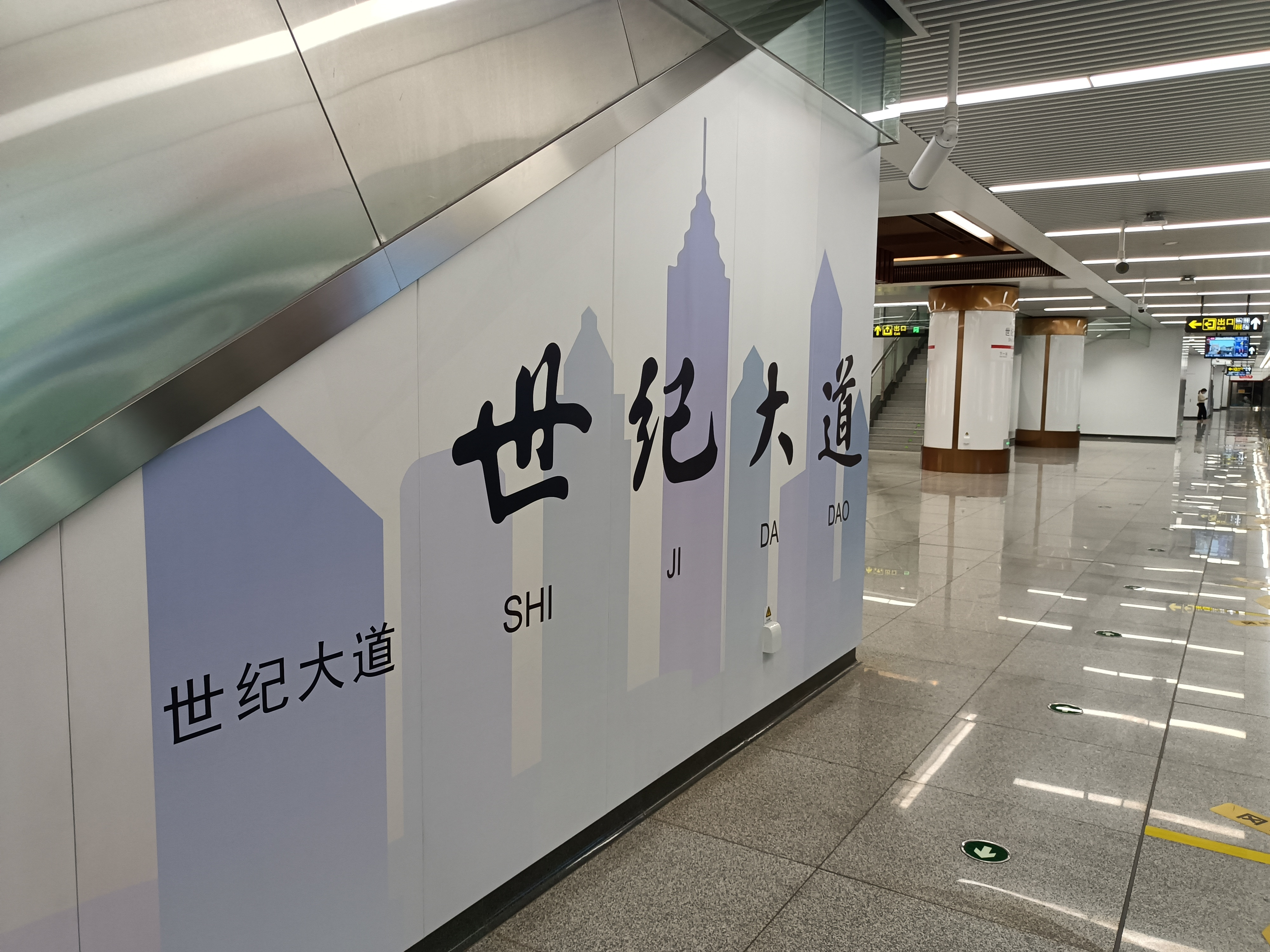
世纪大道站站台
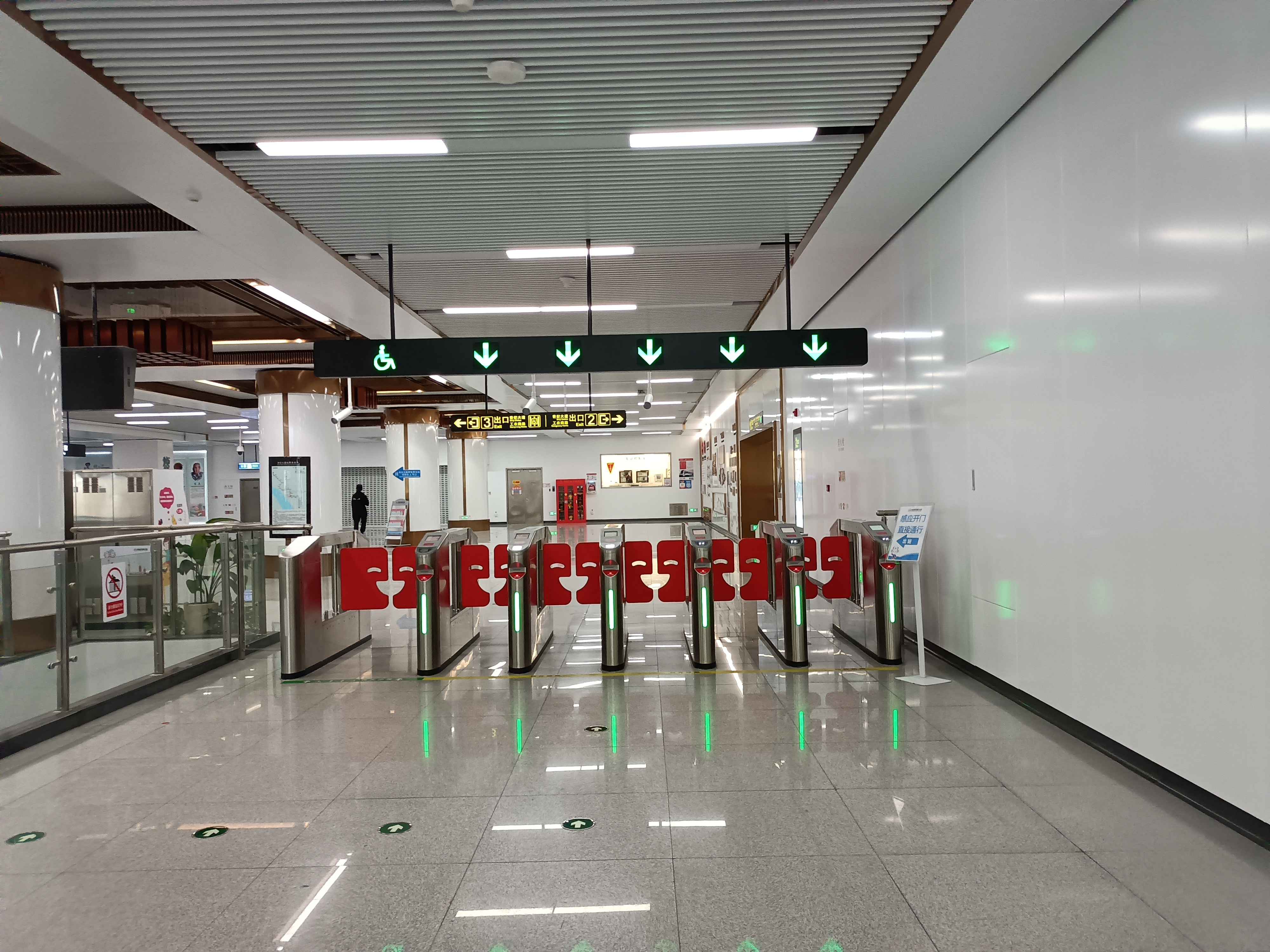
世纪大道站站厅
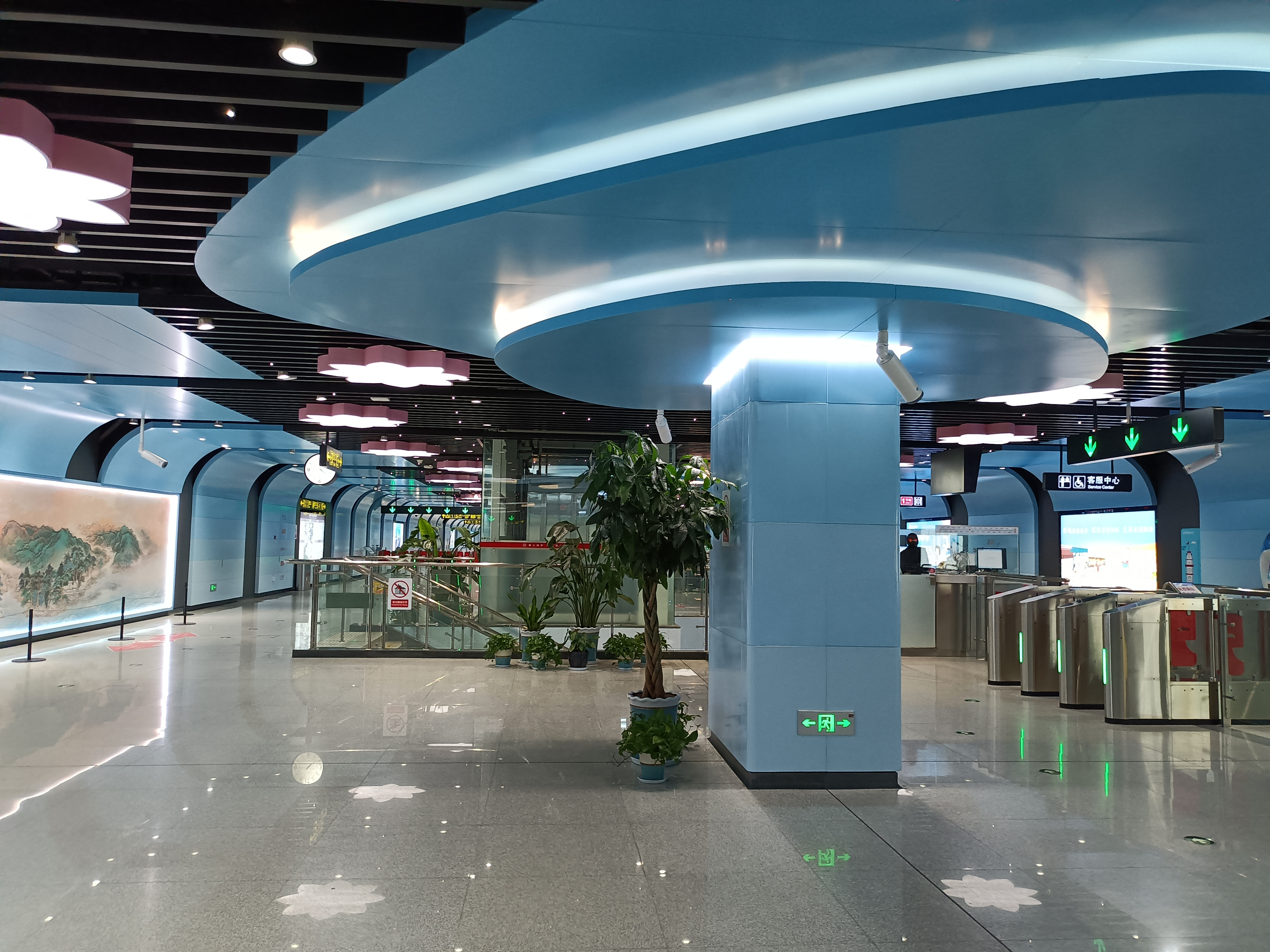
政务中心站站厅

## 车辆

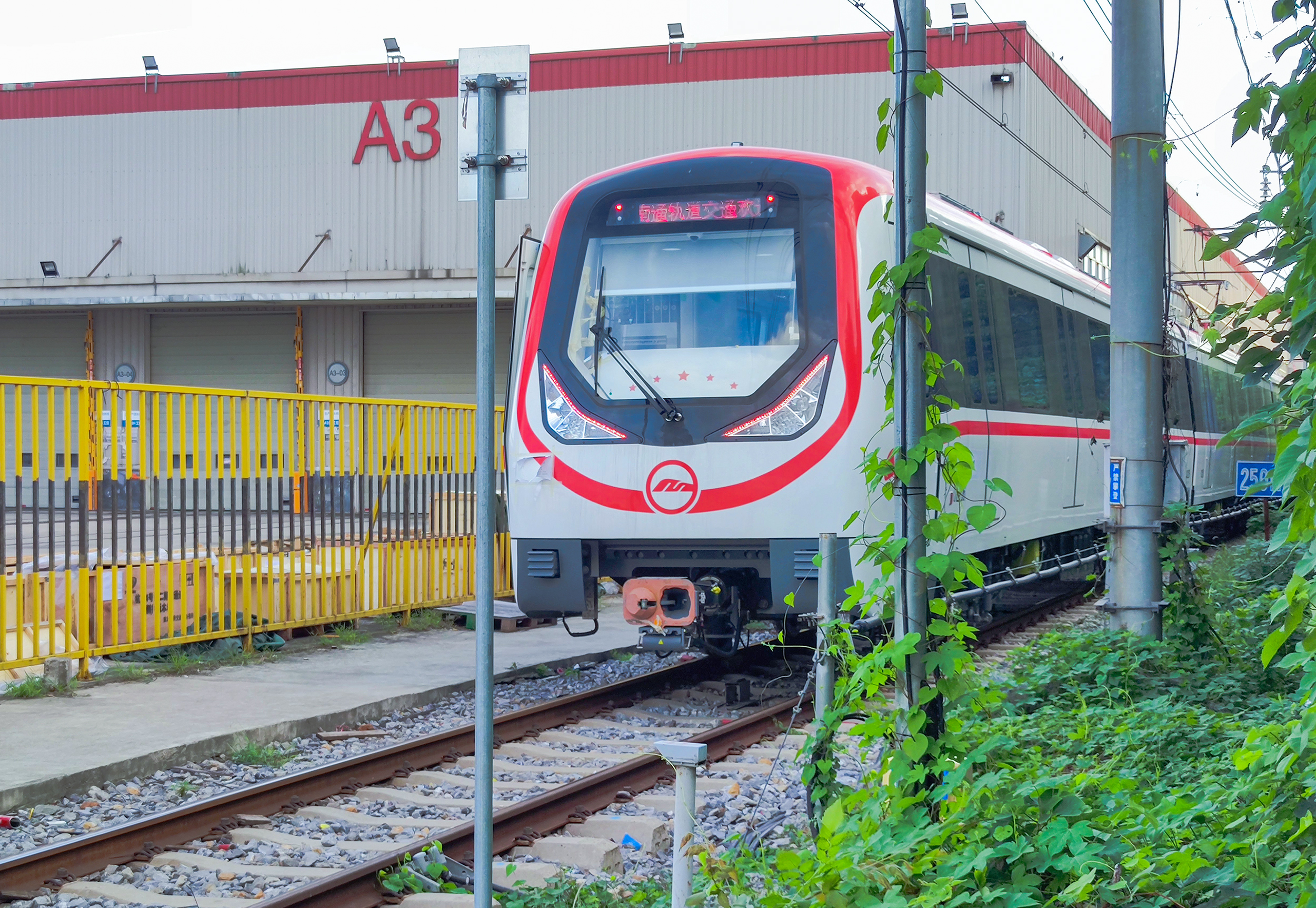
位于中车南京浦镇车辆试车线上的南通轨道交通1号线列车

南通轨道交通1号线列车由中车南京浦镇车辆有限公司制造，为浦镇公司的CIVAS平台产品，列车牵引逆变器由江苏经纬轨道交通设备有限公司制造。列车车体采用全焊接铝合金B型车体结构，共35列210辆，最高运行速度80公里/小时，最大载客量2132人。
列车涂装采用“明亮白”与“热情红”相间的主色调，车身红色色带呈前进态势，彰显车辆速度感与灵动感，体现了“包容会通、敢为人先”的南通精神。
列车优化了空调散流器结构避免空调直接送风至乘客头部，同时车厢温度采用强冷、弱冷设计，两端车厢为弱冷车厢。列车扶手采用不锈钢拉丝工艺以提升舒适性。列车车内显示拥挤度显示功能。

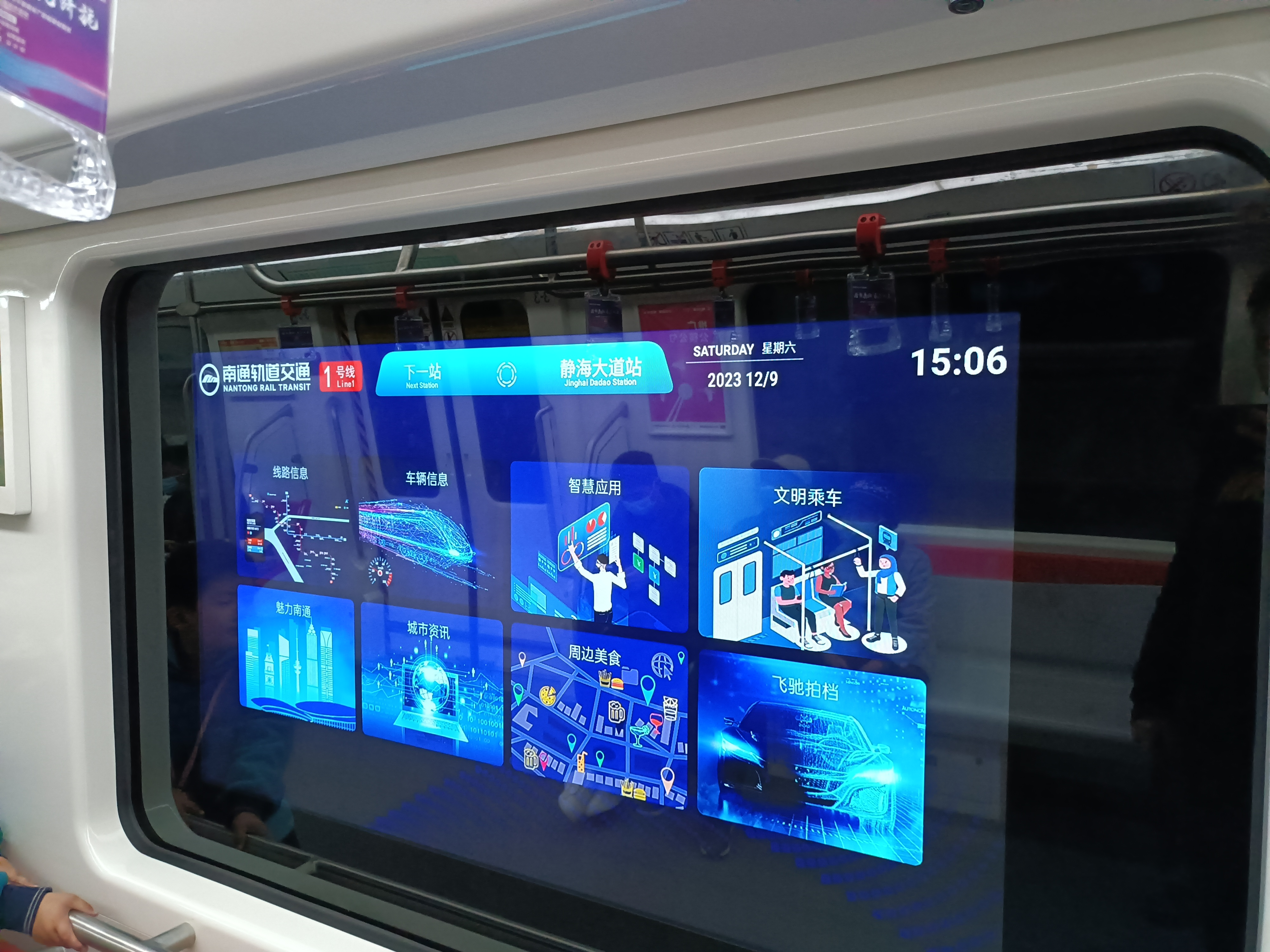
南通轨道交通1号线列车上的智慧屏幕

列车配置6列OLED智慧专列，每辆车配备6套OLED智慧魔窗，这是中国首条批量应用车载OLED智慧魔窗并进行商业运营的地铁线路。OLED智慧魔窗由海安民营企业铁锚公司研发，同时提供城市资讯、周边美食、旅游住宿以及3D智能报站、线路信息查询、车辆信息查询、智慧出行服务等多项功能。

## 外部連結
- 轨交1号线一期工程线路示意图 （页面存档备份，存于）